# Poul Nyrup Rasmussen
Poul Nyrup Rasmussen (Esbjerg, 1943. június 15. –) dán szociáldemokrata politikus, korábbi miniszterelnök. Jelenleg az Európai Parlament képviselője, az Európai Szocialista Párt elnöke.
Nem keverendő össze Anders Fogh Rasmussennel, aki utódja lett a dán miniszterelnöki székben, a liberális Venstre párt elnökeként.

## Pályafutása
A Koppenhágai Egyetemen szerzett közgazdász diplomát 1971-ben.
1987-1992-ig a Szociáldemokraták alelnöke, majd 1992-2002 között elnöke volt. 1988 és 2004 között a Folketing képviselője, valamint 1992-1993 és 2001-2002 között a szociáldemokraták frakcióvezetője volt.
1993-ban, a Poul Schlüter vezette kormány bukása után került a miniszterelnöki székbe. 1998-ban szűk többséggel választották újra, pártja 36%-ot kapott a választásokon. A 2001-es előrehozott választásokon a szociáldemokraták vereséget szenvedtek, és Anders Fogh Rasmussen alakíthatott kormányt.
Poul Nyrup Rasmussen 2004 óta az Európai Parlament képviselője és az Európai Szocialista Párt elnöke.

## Családja
Szülei Oluf Nyrup Rasmussen és Vera Eline Nyrup Rasmussen. Nős, felesége Lone Dybkjær parlamenti és korábbi európai parlamenti képviselő. Lánya, Signe 1993-ban meghalt. Két nevelt lánya és egyikük révén két unokája van.

## Fordítás
- Ez a szócikk részben vagy egészben az Poul Nyrup Rasmussen című angol Wikipédia-szócikk ezen változatának fordításán alapul.  Az eredeti cikk szerkesztőit annak laptörténete sorolja fel. Ez a jelzés csupán a megfogalmazás eredetét és a szerzői jogokat jelzi, nem szolgál a cikkben szereplő információk forrásmegjelöléseként.

## Külső hivatkozások
- Életrajza az Európai Parlament honlapján[halott link] (magyar)